# فلوريان ميدير
فلوريان ميدير (بالألمانية: Florian Mader)‏ (14 سبتمبر 1982 بإنسبروك في النمسا - ) هو لاعب كرة قدم نمساوي في مركز الوسط. لعب مع أوستريا فيينا ونادي رايندورف آلتاخ ونادي سانت بولتن ونادي واكر إنسبروك (2002) ونادي رييد.

## وصلات خارجية
- فلوريان ميدير على موقع الاتحاد الأوربي (الإنجليزية)
- فلوريان ميدير على موقع قاعدة بيانات كرة القدم.إي يو (الإنجليزية)
- فلوريان ميدير على موقع Soccerway.com (الإنجليزية)
- فلوريان ميدير على موقع عالم كرة القدم.نت (الإنجليزية)
- فلوريان ميدير على موقع AS.com (الإسبانية)